# Crnogorci u Vojvodini
Crnogorci su jedna od nacionalnih manjina u autonomnoj pokrajini Vojvodini, u Srbiji.

## Jezik i vjera
Govore crnogorskim i srpskim jezikom. Po vjeri su pravoslavni. Do 1990-ih su bili pod nadležnošću Srpske pravoslavne Crkve, a 2000-ih postoje inicijative da se podrede Crnogorskoj pravoslavnoj Crkvi te se u tom pravcu inicijativa usmjerila prema izgradnji crnogorske crkve u Lovćencu.
Temelji hrama Crnogorske pravoslavne crkve u Lovćenu posvećeni su srpnja 2008. a svečanosti je bio nazočan Mihailo, crnogorski crkveni poglavar sa svećenstvom.
Hram u Lovćencu posvećen je Svetom Ivanu Crnojeviću Pravednom

## Naseljenost
Prema popisu iz 2002. u Vojvodini je živjelo 35.513 Crnogoraca, što ih je činilo 6. po brojnosti nacionalnom zajednicom. Broj vojvođanskih Crnogoraca je veći od broja Crnogoraca (koji su se izjasnili kao Crnogorci) u užoj Srbiji, gdje ih je prema popisu bilo 33.536.
Najviše ih je u Bačkoj u općinama Vrbas, gdje čine 24,79%, Mali Iđoš (20,83%) i u Kula, gdje čine 16,34%.
Naselja s apsolutnom ili relativnom većinom Crnogoraca su Lovćenac u općini Mali Iđoš, gdje čine 56,86%, Kruščić u općini Kula s 32,64% i Savino Selo u općini Vrbas s 38,20%. Nekad je i selo Bačko Dobro Polje u općini Vrbas imalo crnogorsku većinu; 1971. su prema popisu činili 55,39%, dok je prema popisu od 2002. bilo 57,17% Srba i 38,18% Crnogoraca.
Podatci o brojnosti Crnogoraca mogu varirati jer je postojala podvojenost i nestalnost u izjašnjavanju Crnogoraca kao Crnogorci, jer ih se dio izjasnio kao Srbi, osobito nakon što se raspala SFRJ, o čemu najbolje svjedoče rezultati popisa u matičnoj domovini, Crnoj Gori 1981., 1991. i 2002.

## Povijest
Na područje današnje Vojvodine su u najvećem broju došli u 20. st. za Jugoslavije, osobito nakon Drugog svjetskog rata. To je bilo dijelom planskog koloniziranja Vojvodine u kojoj je po određenoj kvoti sudjelovala NR Crna Gora. Drugi razlog je doseljavanje u Vojvodinu kao posljedica gospodarske migracije, a veliki broj Crnogoraca u Vojvodini danas čini i osoblje iz JNA koje se odlaskom JNA iz drugih republika bivše SFRJ preselilo u Vojvodinu.

## Kultura
Sjedište Društva Crnogoraca u Srbiji imena Krstaš je u Lovćencu.

## Stanje po popisima
Statistike prije 2. svjetskog rata Crnogorce u Vojvodini ne spominju ili ih bilježe kao Srbe. 
- 1948.: 30.589 (1,9%)
- 1953.: 30.516 (1,8%)
- 1961.: 34.782 (1,9%)
- 1971.: 36.416 (1,9%)
- 1981.: 43.304 (2,1%)
- 1991.: 47.289 (2,3%)
- 2002.: 35.513 (1,75%)

## Vanjske poveznice
- Krstaš  Arhivirana inačica izvorne stranice od 1. studenoga 2009. (Wayback Machine)